# 劉育仁
劉育仁（英文名：Yuren Liu，1995年4月19日—）台灣新生代男演員。

## 演藝經歷
因同學找他一起同去試鏡電影《返校》，結果同學被淘汰，反而是他幸運雀屏中選，曾赴大陸演藝圈闖蕩一年，拍攝騰訊視頻芒果TV聯播網劇《極限17：扣殺》後回台灣繼續往演員發展。曾演過電影《下半場》、《返校》因在七十六号原子出品的第二號作品 《違反校規的跳投》 演出程信安一角慢慢的廣為人知。

## 演出作品

### 電影
| 首映日        | 劇名             | 導演   | 角色   | 備註  |
| ------------- | ---------------- | ------ | ------ | ----- |
| 2019年8月23日 | 下半場           | 張榮吉 | 鄧志昊 |       |
| 2019年9月20日 | 返校             | 徐漢強 | 張旭昌 |       |
| 2022年3月25日 | 野夏天           | 蘇哲賢 | 史小行 |       |
| 2023年9月8日  | 我和我的賽車老爸 | 張書瑋 | 蘇易騰 | [ 1 ] |
| 2025年8月29日 | 進行曲           | 姜瑞智 | 劉智川 |       |

### 電視劇
| 年份   | 劇名               | 導演         | 角色   | 備註 |
| ------ | ------------------ | ------------ | ------ | ---- |
| 2021年 | 無神之地不下雨     | 洪子鵬       | 阿不   |      |
| 2021年 | 女力報到－愛的故事 | 廖斐鴻、林森 | 周文易 |      |
| 2022年 | 正義的算法         | 許富翔       | 阿傑   |      |
| 2022年 | 加油喜事           | 彭兆鴻       | 武子鑑 |      |

### 迷你劇集
| 年份   | 頻道                | 片名                       | 角色   | 導演   |
| ------ | ------------------- | -------------------------- | ------ | ------ |
| 2019年 | 騰訊視頻\|芒果TV    | 《極限17:扣殺》            | 張揚   | 張榮吉 |
| 2020年 | myVideo             | 《違反校規的跳投》         | 程信安 | 李若辳 |
| 2022年 | LINE TV、CATCHPLAY+ | 《我的牙想你》             | 小樹   | 姜瑞智 |
|        |                     | 《整個世界只有你連上了我》 |        | 游智涵 |

### 音樂錄影帶
| 年份   | 歌手   | 歌曲   |
| ------ | ------ | ------ |
| 2020年 | 蔡黃汝 | 傷得起 |
| 2025年 | 蕭秉治 | 520    |

### 廣告
| 播出          | 品牌          | 角色   | 備註           |
| ------------- | ------------- | ------ | -------------- |
| 2022年6月9日  | 麥當勞        | 男主角 | 單人廣告       |
| 2022年6月19日 | 黑松氣泡飲C&C | 男主角 | 系列廣告共三隻 |

### 活動
| 日期          | 品牌        | 備註                    |
| ------------- | ----------- | ----------------------- |
| 2022年6月30日 | Ralphlauren | 受邀出席台北101店內訪問 |

## 外部連結
- 劉育仁的Instagram帳戶
- 劉育仁的新浪微博
- LiTV獨家影音專訪劉育仁
- 鏡周刊劉育仁專訪 （页面存档备份，存于）
- 聯合報劉育仁專訪 （页面存档备份，存于）
- 蘋果新聞網  （页面存档备份，存于）
- 中國時報 陳澤耀劉育仁戲裡軋車戲外交心 （页面存档备份，存于）
- 三立新聞網 劉育仁專訪 （页面存档备份，存于）
- 三立新聞網 劉育仁專訪 （页面存档备份，存于）
- 時報周刊 劉育仁專訪 （页面存档备份，存于）
- 中時新聞網 劉育仁專訪 （页面存档备份，存于）
- 中國時報 劉育仁專訪 （页面存档备份，存于）
- 聯合報 劉育仁專訪 （页面存档备份，存于）
- 自由時報 劉育仁專訪 （页面存档备份，存于）
- 三立新聞網劉育仁專訪 金馬名導2提點！26歲劉育仁「不爭男主角」原因曝 （页面存档备份，存于）
- 自由時報 被誤認韓星加富二代 劉育仁打工清餿水桶 （页面存档备份，存于）
- 三立新聞網 打斷腿！劉育仁耍狠怒潑奶茶　Ella一見驚呆：最邱新人
- MSN新聞 （页面存档备份，存于）
- 三立新聞網劉育仁專訪 才說一句台詞！劉育仁「被轟下台」無懼失敗曝心境 （页面存档备份，存于）
- 蘋果新聞網 新生代男星撞臉2大韓國男神　劉育仁獲金馬導演賞識 （页面存档备份，存于）
- 中時娛樂 劉育仁台上使壞台下虛心受教 習武拓戲路敬佩傑森史塔森 （页面存档备份，存于）
- 噓星聞 帥到被誤認是韓星李準基 劉育仁謙虛喊：只是靠單眼皮  （页面存档备份，存于）
- 自由娛樂 劉育仁獲封兩大韓星合體 急忙笑回這三字  （页面存档备份，存于）
- TVBS新聞網 顏值神似劉亞仁與李準基合體　劉育仁被認歐巴羞認1特點  （页面存档备份，存于）
- ETtoday星光雲 單眼皮電粉絲！劉育仁被誤認韓星「劉亞仁與李準基合體」 （页面存档备份，存于）
- ETtoday 星光雲官方微博 单眼皮电粉丝！刘育仁被误认韩星「刘亚仁与李准基合体」
- NowNews 劉育仁單眼皮撞臉韓星 集郵2大男神高顏質特點  （页面存档备份，存于）
- 中天快點TV 被封男神劉亞仁與李準基混合體劉育仁羞喊「不敢當！」
- 鏡週刊 被誤認為是韓國歐巴　劉育仁謙虛喊：我只是單眼皮  （页面存档备份，存于）
- CTWANT周刊王 被封韓系男神劉亞仁與李準基合體 　劉育仁羞喊不敢當  （页面存档备份，存于）
- 青年日報 外型神似韓星劉亞仁、李準基合體 劉育仁單眼皮電粉絲
- 新浪新聞單眼皮電煞粉絲包廳！劉育仁被封韓系男神劉亞仁與李準基合體  （页面存档备份，存于）
- MYMUSIC新聞 LiTV專訪新生代小帥劉育仁 （页面存档备份，存于）
- PChome新聞劉育仁撞臉韓星 單眼皮電暈粉絲
- 車勢星聞 劉育仁連接三個負面角色，不擔心被定型
- Play Music音樂網新聞 劉育仁「壞出新高度」，出道拍戲就被當彩蛋讚「育仁不俗」！
- 蕃新聞 單眼皮電煞粉絲包廳！劉育仁被封韓系男神劉亞仁與李準基合體 （页面存档备份，存于）
- MSN新聞 劉育仁撞臉韓星 單眼皮電暈粉絲 （页面存档备份，存于）
- Yahoo!新聞 劉育仁撞臉韓星 單眼皮電暈粉絲 （页面存档备份，存于）
- WoW!News 「野夏天」新生代小帥劉育仁
- 單眼皮電煞粉絲包廳！劉育仁被封韓系男神劉亞仁與李準基合體 []
- LiTV專訪新生代小帥劉育仁
- 八方新聞 YouTube 頻道單眼皮電煞粉絲包廳 被封韓系男神劉亞仁與李準基合體 劉育仁羞喊「不敢當！」 （页面存档备份，存于）
- 周刊王專訪  星品味1／劉育仁外冷內熱重感情　念舊性格全曝光：都是回憶 （页面存档备份，存于）
- 周刊王專訪 星品味2／劉育仁6個月沒拍戲繼續追夢　 與挫折共存沒想過放棄 （页面存档备份，存于）
- [時報周刊 https://www.ctwant.com/article/206318 （页面存档备份，存于） 被封「台版李準基」　劉育仁公開理想型   }}
- [ETtoday新聞 https://star.ettoday.net/news/2335221 （页面存档备份，存于） 走在路上被誤認韓星！「台版小李準基」劉育仁單眼皮狂電粉 }}
- [三立新聞網 https://star.setn.com/news/1175364 （页面存档备份，存于） 激似男神李準基！27歲劉育仁曝「理想型」：她有照顧到我   }}
- [yahoo!記者報導 https://tw.news.yahoo.com/%E5%8A%89%E8%82%B2%E4%BB%81%E8%A2%AB%E5%B0%81%E3%80%8C%E5%8F%B0%E7%89%88%E6%9D%8E%E6%BA%96%E5%9F%BA%E3%80%8D-%E5%BC%B5%E8%A1%9B%E5%81%A5%E6%88%90%E5%B8%AB%E5%82%85%E8%A6%AA%E8%87%AA%E6%8C%87%E5%B0%8E-101048845.html （页面存档备份，存于） 劉育仁被封「台版李準基」 張衛健成師傅親自指導}}
- [NowNews今日新聞 https://www.nownews.com/news/5930984「台版李準基」拍戲被柯佳嬿迷倒 （页面存档备份，存于）　被同學激到狂練肌肉 }}
- [聯合報 https://stars.udn.com/star/story/10090/6602896「台版李準基」 （页面存档备份，存于） 劉育仁飄巨星味 自洩拍照老師是張衛健  }}
- [yahoo!新聞 https://tw.news.yahoo.com/%E5%8A%89%E8%82%B2%E4%BB%81%E8%A2%AB%E6%9F%AF%E4%BD%B3%E5%AC%BF%E8%BF%B7%E5%80%92-%E6%AC%A3%E8%B3%9E%E5%A5%B92%E5%84%AA%E9%BB%9E-110000286.html （页面存档备份，存于） 劉育仁被柯佳嬿迷倒 欣賞她2優點 }}
- [車勢星聞 https://www.carture.com.tw/others/article/21320-%E3%80%90%E8%BB%8A%E5%8B%A2%E6%98%9F%E8%81%9E%E3%80%91%E5%8A%89%E8%82%B2%E4%BB%81%E3%80%8C%E8%82%B2%E4%BB%81%E4%B8%8D%E4%BF%97%E3%80%8D%EF%BC%81%E6%BA%AB%E6%98%87%E8%B1%AA%E3%80%81%E5%BC%B5%E8%A1%9B%E5%81%A5%E6%8F%90%E9%BB%9E%E6%BC%94%E8%97%9D%E5%9C%88%E7%B5%95%E6%8B%9B （页面存档备份，存于） 劉育仁「育仁不俗」！溫昇豪、張衛健提點演藝圈絕招 }}
- [蕃新聞 https://n.yam.com/Article/20220910654285公開理想型要柯佳嬿的樣子！LiTV訪問新生代「台版小李準基」劉育仁}}
- [大紀元 https://www.epochtimes.com/b5/22/9/11/n13822066.htm （页面存档备份，存于） 演反派因高帥受關注 劉育仁曝理想型像柯佳嬿}}
- [PlayMusic 音樂網 https://www.playmusic.tw/column_info.php?id=18616&type=news「育仁不俗」果然遇人不俗！視帝溫昇豪提點，劉育仁還得「孫悟空」張衛健拍照絕招！}}
- [8八方新聞ttps://www.8news.net/forum.php?mod=viewthread&tid=3962 （页面存档备份，存于） 國小田徑好友「一脫」太刺激 造就劉育仁該有的「人魚線」絕不消失於世上}}